# Регионални путеви у Републици Српској
Регионални путеви у Републици Српској, сходно одлуци о критеријумима за разврставање јавних путева, су разврстани као регионални путеви првог реда (R-I) и регионални путеви другог реда (R-II). Више категорије путева су ауто-путеви, брзи путеви и магистрални путеви првог реда (M-I) и магистрални путеви другог реда (M-II). Усвајањем одлуке о разврставању јавних путева у Републици Српској 2019. године престале су да важе ознаке путева из времена СФР Југославије. Магистралним путевима управља Јавно предузеће Путеви Републике Српске.

## Регионални путеви I реда (R-I)
Регионални путеви првог реда (R-I) намијењени су за саобраћајно повезивање економских подручја, значајних средишта локалних заједница, као и за саобраћајно повезивање са путевима исте или више категорије.
Списак регионалних путева I реда:
| Број пута | Дужина  | Дионице |
| --------- | ------- | --- |
| 1101      | 33,9 km | Благај Ријека 108 – Будимлић Јапра 1102 – Граница ентитетаR404                                                                                                 |
| 1102      | 16,6 km | R404a Граница ентитета – Доњи Дубовик 1507 – Будимлић Јапра 1101                                                                                               |
| 1103      | 28,6 km | Костајница 100 – Каран 1104 – Драготиња 108 |
| 1104      | 21,6 km | Нови Град 108 – Каран 1103 |
| 1105      | 47,7 km | Козарац 108 – Мраковица – Водице – Врбашка 102 |
| 2101      | 14,9 km | Чатрња 102 – Берек – Нова Топола 101 102 |
| 2102      | 77,7 km | Србац 102 – Горња Вијака (Прњавор) 106 2103 – Разбој (Станари) 3106 – Руданка (Мала Буковица) 105                                                              |
| 2103      | 47,2 km | Челинац 108 – Бранешци Доњи 2507 – Укрина (Дубрава Стара) 2104 – Горња Вијака (Прњавор) 2102                                                                   |
| 2104      | 28,1 km | Укрина (Дубрава Стара) 2103 – Клупе 108 |
| 2105      | 51,6 km | Српске Топлице (Бања Лука) 101 – Хан Кола 2106 – Стричићи 2106 1504 – Чађавица 112                                                                             |
| 2106      | 24,1 km | Хан Кола 2105 – Стричићи 2105 |
| 2107      | 36,1 km | Карановац 101 – Јаворани – Митровићи (Бокани) 505 |
| 2108      | 13,7 km | Мркоњић Град 112 – Бјелајце – Црна Ријека 101 |
| 2109      | 41 km   | Језеро 112 – Шипово 2110 – Ново Село – Граница ентитетаR415 |
| 2110      | 16,8 km | Бараћи 503 – Герзово – Шипово 2109 |
| 3101      | 12,1 km | Црквина 105 – Доње Леденице – Граница ентитетаR462 |
| 3102      | 2,9 km  | R464 Граница ентитета – Шамац 105 / Гребнице 104 – Граница ентитетаR464                                                                                        |
| 3103      | 64,1 km | Модрича 500 – Бушлетић 3501 – Добој 510 3503 – Шеварлије – Граница ентитетаR465                                                                                |
| 3104      | 16,9 km | Поље 103 – Подновље 105 |
| 3105      | 58,8 km | Тедин Хан (Станари) 3106 – Теслић 108 – Блатница – Граница ентитетаR473                                                                                        |
| 3106      | 14,6 km | Разбој (Станари) 2102 – Тедин Хан (Станари) 3105 – Витковци – Граница ентитетаR474                                                                             |
| 4101      | 31,7 km | Цапарде 110 – Борогово 4506 – Шековићи 4502 – Тишча 506 |
| 4102      | 32,9 km | R456 Граница ентитета – Пипери 4503 – Мачковац 4103 – Лопаре 4103 – Заједнице 4505 – Прибој 113 – Граница ентитетаR456 Граница ентитета – Ђулићи – Каракај 115 |
| 4103      | 17,1 km | R458 Граница ентитета – Пирковци – Мачковац 4102 / Лопаре 4102 – Граница ентитетаR458                                                                          |
| 4104      | 47,8 km | Рача (Велино Село) 115 – Црњелово Горње 4508 – Вршани 104 / R459а Граница Брчко Дистрикта – Буковица Доња – Бобетино Брдо 4503                                 |
| 5101      | 27,6 km | Кула 111 – Бистрица 5507 – Пале 508 |
| 5102      | 25,1 km | R448 Граница ентитета – Подкозара Доња – Миљено 5513 – Чајниче – ГП Метаљка – ГП Метаљка                                                                       |
| 5103      | 46,3 km | Рогатица 114 – Борике 5106 – Бранковићи 5106 – Вишеград 114 |
| 5104      | 24,2 km | ГП Љубовија – ГП Братунац – Братунац 5105 504 / 504 – Сребреница – Зелени Јадар 4501                                                                           |
| 5105      | 68,4 km | Дрињача 115 – Братунац 5104 / 504 – Скелани 4501 |
| 5106      | 83,7 km | R467 Граница ентитета – Пјеновац – Хан Пијесак 115 / 115 – Борике 5103 / Бранковићи 5103 – Међеђа 114                                                          |
| 6101      | 41,7 km | R427 Граница ентитета – Преворац 6102 – Берковићи 6102 – Фатница – Кривача 109                                                                                 |
| 6102      | 71,3 km | Граница ентитета – Зијемље – Придворци 6502 – Невесиње 116 – Берковићи 6101 / Преворац 6101 – Љубомишље 6103                                                   |
| 6103      | 55,9 km | Љубиње 118 – Љубомишље 6102 – Подосоје 109 / Билећа 109 – ГП Делеуша – ГП Враћеновићи                                                                          |
| 6104      | 18,3 km | Алексина Међа 109 – Тули – ГП Зупци – ГП Ситница |

| Гранични прелаз у Босни и Херцеговини                         |
| Гранични прелаз у сусједној држави                            |
| Дионица пута кроз Федерацију БиХ/Брчко Дистрикт               |
| 4502 Мјесто укрштања са другим магистралним/регионалним путем |
| Петља за ауто-пут                                             |

## Регионални путеви II реда (R-II)
Регионални путеви другог реда (R-II) намијењени су за саобраћајно повезивање у оквиру Републике Српске, за повезивање средишта локалних заједница, за повезивање туристичких и граничних подручја значајних за Републику, те за саобраћајно повезивање на путеве исте или више категорије.
Списак регионалних путева II реда:
| Број пута | Дужина  | Дионице |
| --------- | ------- | --- |
| 1501      | 20,2 km | Ламовита 108 – Омарска 1509 – Бронзани Мајдан 502 |
| 1502      | 20,9 km | Приједор 501 – Љубија – Стара Ријека – Граница ентитетаR406 |
| 1503      | 23,4 km | Приједор 501 – Гомјеница – Радин Гај 502 |
| 1504      | 19,2 km | Граница ентитета – Доња Козица – Стричићи 2105 |
| 1505      | 22,2 km | Козарска Дубица 100 – Манастир Моштаница – Водице 1105 |
| 1506      | 31.8 km | Врбашка 102 – Трновац (Турјак) 2506 – Поткозарје 108 |
| 1507      | 16,6 km | Рудице 100 – Мала Крупска Рујишка – Доњи Дубовик 1102 |
| 1508      | 10,6 km | Међувође 501 – Мљечаница – Доњи Јеловац 501 |
| 1509      | 17 km   | Орловача 108 – Трнопоље – Омарска 1501 |
| 2501      | 19,7 km | Бања Лука 101 108 – Слатина – Клашнице (Велико Блашко) 106 |
| 2502      | 63,9 km | Граница ентитета – Дринић – Потоци 2503 – Горњи Рибник – Заблеће – 112 |
| 2503      | 5,4 km  | Граница ентитета – Муселиновац – Потоци 2502 |
| 2504      | 38,7 km | Ободник 108 – Шипраге – Граница ентитетаR440 |
| 2505      | 18,9 km | Лакташи 101 – Разбој Љевчански 102 |
| 2506      | 16,3 km | Душаново (Нова Топола) 101 – Трновац (Турјак) 1506 |
| 2507      | 14,9 km | Којин Хан (Поточани) 106 – Бранешци Доњи 2103 |
| 3501      | 27,5 km | Бушлетић 3103 – Палежница Доња – Горња Зелиња – Граница ентитетаR465а |
| 3502      | 21,5 km | Врхови 103 – Фоча – Јоховац 105 |
| 3503      | 38,2 km | Добој 3103 – Карановац – Петрово – Граница ентитета |
| 3504      | 16,2 km | R463 Граница ентитета – Обудовац 104 – Горња Трамошница – Граница ентитетаR463 |
| 4501      | 67,5 km | Милићи 115 – Зелени Јадар 5104 – Скелани 5105 – ГП Скелани – ГП Бајина Башта |
| 4502      | 14,1 km | R455a Граница ентитета – Каштијељ – Шековићи – 4101 |
| 4503      | 54,9 km | Пипери 4102 – Лукавица – Граница ентитетаR459 Граница ентитета – Миросавци – Бобетино Брдо 4104 – Корај – Чађавица Горња 4511 4507 – Угљевичка Обријеж 113 – Стари Угљевик – Доња Трнова 4509 – Главичице 115 / Шепак 115 – ГП Шепак – ГП Трбушница           |
| 4504      | 1,2 km  | R458 Граница ентитета – Пукиш – Граница Брчко ДистриктаR458 |
| 4505      | 8,6 km  | Заједнице 4102 – Тобут 113 |
| 4506      | 8,5 km  | Шарци 110 – Осмаци – Борогово 4101 |
| 4507      | 14,1 km | Чађавица Горња 4503 – Љељенча 104 |
| 4508      | 20,9 km | Бијељина 115 – Велика Обарска (укључујући крак Велика Обарска – Чађавица Доња 104) – Црњелово Горње 4104/ 4104 – ГП Црњелово Доње – ГП Јамена (скела) |
| 4509      | 6,3 km  | Суво Поље 113 – Доња Трнова 4503 |
| 4510      | 12,7 km | Суво Поље 113 – Модран – Јања 115 |
| 4511      | 11,3 km | Драгаљевац Средњи 104 – Чађавица Горња 4503 |
| 5501      | 68,6 km | Добро Поље 111 – Јажићи 5502 – Калиновик – Граисељићи 5504 – Улог – Кланци (Кифино Село) 116 |
| 5502      | 50,6 km | Јажићи 5501 – Јелашца 5503 – Врба 109 |
| 5503      | 16,6 km | Јелашца 5502 – Миљевина 111 |
| 5504      | 8,5 km  | R436 Граница ентитета – Граисељићи 5501 |
| 5505      | 1,1 km  | R442а Граница ентитета – Крупац 111 |
| 5506      | 3,7 km  | Трново 111 – Турови – Граница ентитетаR442b |
| 5507      | 27,8 km | Бистрица 5101 – Јахорина – Подграб 508 |
| 5508      | 10,2 km | R447 Граница ентитета – Хреша – Сумбуловац 114 |
| 5509      | 31,7 km | Добрун 114 – Штрпци – Увац 5510 – Устибар – (Након 1,5 km од Устибара пут улази на територију Србије кроз мјесто Сјеверин, према Рудом, и на тој дионици пута нема граничних прелаза.) У Устибару се скреће на некатегорисани пут према ГП Устибар – ГП Ваган |
| 5510      | 0,2 km  | Увац 5509 – ГП Увац – ГП Увац |
| 5511      | 43,6 km | Драгочава 510 – Заваит – ГП Витине – ГП Шула |
| 5512      | 27,4 km | R468 Граница ентитета – Кнежина – Соколац 115 |
| 5513      | 44,3 km | Устипрача 114 – Миљено 5102 / Миљено 5102 – Годијено 510 |
| 5514      | 32,9 km | Вишеград 114 – Прелово – Митровац – граница , нема ГП |
| 6501      | 15,3 km | Автовац 109 6503 – Казанци – ГП Крстац – ГП Крстац |
| 6502      | 18,2 km | R435 Граница ентитета – Чесим – Придворци 6102 |
| 6503      | 8,6 km  | Автовац 6501 – Равни – граница , нема ГП |
|           |         | Модран- Осиња - Станари |

| Гранични прелаз у Босни и Херцеговини                         |
| Гранични прелаз у сусједној држави                            |
| Дионица пута кроз Федерацију БиХ/Брчко Дистрикт               |
| 1102 Мјесто укрштања са другим магистралним/регионалним путем |